# Liste der Erzbischöfe von Pisa
Die folgenden Personen waren Bischöfe und Erzbischöfe von Pisa (Italien):
- Gaudentius (313)
- Heiliger Senior (410)
- Johannes (493)
- ? (556)
- Alexander (648)
- Maurianus (680)
- Andrea (754–768)
- ? † (774)
- Zenobio (954)
- Alberico (970–985)
- Oppizo (1039)
- Guido (1076)
- Landulfus (1077–1079) (auch Legat in Korsika)
- Gerardus (1080)
- Dagobert (1085–1099), 1092 erster Erzbischof (danach Lateinischer Patriarch von Jerusalem)
- Pietro Moriconi (1105–1119)
- Ruggero (1123–1132)
- Uberto Lanfranchi (1132–1137)
- Balduin (1137–1145)
- Kardinal Villano Gaetani (1145)
- Villanus Villani (1146–1175)
- Ubaldo Lanfranchi (1176–1208)
- Lotario Rosari (1208–1216) (danach Patriarch von Jerusalem)
- Vitalis (1217–1253)
- Federico Visconti (1254–1277)
- Ruggieri degli Ubaldini (1278–1295)
- Teodorico Ranieri (1295–1299) (auch Bischof von Palestrina)
- Johann von Polo (Giovanni de Polo) (1299–1312)
- Otto von Sala (1312–1323) (danach Lateinischer Patriarch von Alexandria)
- Simone Saltorelli (1323–1342)
- Dino di Radicofani (1342–1348)
- Giovanni Scarlatti (1348–1362) (auch Legat in Armenien und beim Kaiser in Konstantinopel)
- Francesco Pucci (1362–…)
- Francesco Moricotti Prignani (1363–1378)
- Barnaba Malaspina (1380)
- Lotto Gambacorta (1381–1394)
- Giovanni Gabrielli (1394–1400)
- Ludovico Boniti (1400–1406)
- Alamanno Kardinal Adimari (1406–1411)
- Pietro Ricci (1411–1417)
- Giuliano Ricci (1418–1461)
- Filippo de’ Medici (1462–1474)
- Francesco Salviati Riario (1475–1478)
- Raffaele Kardinal Riario (1479–1499)
- Cesare Riario (1499–1518)
- Onofrio Bartolini de’ Medici (1519–1555)
- Scipione Kardinal Rebiba (1556–1560)
- Giovanni Kardinal de’ Medici (Jr.) (1560–1562)
- Angelo Kardinal Nicolini (1564–1567)[1]
- Giovanni Kardinal Ricci (1567–1574)[2]
- Pietro Jacopo von Bourbon (1574–1575)
- Ludovico Antinori (1575–1576)
- Bartolomeo Giugni (1576–1577)
- Matteo Rinuccini (1577–1582)
- Carlo Antonio Dal Pozzo (1582–1607)
- Sallustio Tarugi (1607–1613)
- Francesco Bonciani (1613–1619)
- Giuliano de’ Medici (1620–1636)
- Scipione Kardinal Pannocchieschi (1636–1663)
- Francesco Pannocchieschi (1663–1702)
- Francesco Frosini (1702–1733)
- Francesco Salvatico Guidi (1734–1778)
- Angiolo Franceschi (1778–1806)
- Ranieri Alliata (1806–1836)[3]
- Giovan Battista Perretti (1839–1851)
- Cosimo Kardinal Corsi (1853–1870)
- Paolo Micallef (1871–1883)
- Ferdinando Capponi (1883–1903)
- Pietro Kardinal Maffi (1903–1931)
- Gabriele Vettori (1932–1947)
- Ugo Camozzo (1948–1970)
- Benvenuto Matteucci (1971–1986)
- Alessandro Plotti (1986–2008)
- Giovanni Paolo Benotto (2008–2025)
- Saverio Cannistrà OCD (seit 2025)